# Ричардсон, Малачи
Малачи Ричардсон (англ. Malachi Richardson; родился 5 января 1996 года в Трентоне, штат Нью-Джерси, США) — американский профессиональный баскетболист, играющий на позиции атакующего защитника. Был выбран на драфте НБА 2016 года в первом раунде под общим 22-м номером клубом «Шарлотт Бобкэтс».

## Профессиональная карьера

### Сакраменто Кингз
23 июня 2016 года Малачи Ричардсон был выбран на драфте НБА 2016 года под общим 22-м номером клубом «Шарлотт Бобкэтс». 7 июля 2016 года права на игрока были обменяны в «Сакраменто Кингз» на Марко Белинелли. 15 июля Малачи подписал контракт с «Кингз». 16 февраля 2017 года у игрока была обнаружена травма правого подколенного сухожилия. 26 марта 2017 года было сообщено, что Малачи Ричардсон не будет играть и пропустит остаток сезона. В 2016 года Малачи несколько раз выступал за команду лиги развития НБА «Рино Бигхорнс».

## Статистика

### Статистика в НБА
| Сезон                                                                                    | Команда    | Регулярный сезон | Регулярный сезон | Регулярный сезон | Регулярный сезон | Регулярный сезон | Регулярный сезон | Регулярный сезон | Регулярный сезон | Регулярный сезон | Регулярный сезон | Регулярный сезон | Серия плей-офф | Серия плей-офф | Серия плей-офф | Серия плей-офф | Серия плей-офф | Серия плей-офф | Серия плей-офф | Серия плей-офф | Серия плей-офф | Серия плей-офф | Серия плей-офф |
| Сезон                                                                                    | Команда    | GP               | GS               | MPG              | FG%              | 3P%              | FT%              | RPG              | APG              | SPG              | BPG              | PPG              | GP             | GS             | MPG            | FG%            | 3P%            | FT%            | RPG            | APG            | SPG            | BPG            | PPG            |
| ---------------------------------------------------------------------------------------- | ---------- | ---------------- | ---------------- | ---------------- | ---------------- | ---------------- | ---------------- | ---------------- | ---------------- | ---------------- | ---------------- | ---------------- | -------------- | -------------- | -------------- | -------------- | -------------- | -------------- | -------------- | -------------- | -------------- | -------------- | -------------- |
| 2016/17                                                                                  | Сакраменто | 22               | 0                | 9,0              | 41,2             | 28,6             | 78,9             | 1,0              | 0,5              | 0,2              | 0,0              | 3,6              | Не участвовал  | Не участвовал  | Не участвовал  | Не участвовал  | Не участвовал  | Не участвовал  | Не участвовал  | Не участвовал  | Не участвовал  | Не участвовал  | Не участвовал  |
| 2017/18                                                                                  | Сакраменто | 25               | 4                | 12,7             | 33,0             | 30,8             | 77,3             | 1,3              | 0,5              | 0,4              | 0,0              | 3,5              | Не участвовал  | Не участвовал  | Не участвовал  | Не участвовал  | Не участвовал  | Не участвовал  | Не участвовал  | Не участвовал  | Не участвовал  | Не участвовал  | Не участвовал  |
| 2017/18                                                                                  | Торонто    | 1                | 0                | 4,7              | 50,0             | 0,0              | -                | 1,0              | 0,0              | 0,0              | 0,0              | 2,0              | Не участвовал  | Не участвовал  | Не участвовал  | Не участвовал  | Не участвовал  | Не участвовал  | Не участвовал  | Не участвовал  | Не участвовал  | Не участвовал  | Не участвовал  |
| 2018/19                                                                                  | Торонто    | 22               | 0                | 4,7              | 31,0             | 32,0             | 80,0             | 0,6              | 0,0              | 0,0              | 0,0              | 1,4              | Не участвовал  | Не участвовал  | Не участвовал  | Не участвовал  | Не участвовал  | Не участвовал  | Не участвовал  | Не участвовал  | Не участвовал  | Не участвовал  | Не участвовал  |
|                                                                                          | Всего      | 70               | 4                | 8,9              | 35,8             | 30,1             | 78,3             | 1,0              | 0,3              | 0,2              | 0,0              | 2,8              | Не участвовал  | Не участвовал  | Не участвовал  | Не участвовал  | Не участвовал  | Не участвовал  | Не участвовал  | Не участвовал  | Не участвовал  | Не участвовал  | Не участвовал  |
| Наведите курсор мыши на аббревиатуры в заголовке таблицы, чтобы прочесть их расшифровку. |            |                  |                  |                  |                  |                  |                  |                  |                  |                  |                  |                  |                |                |                |                |                |                |                |                |                |                |                |

### Статистика в колледже
| Сезон                                                                                   | Команда  | GP | GS | MPG  | FG%  | 3P%  | FT%  | RPG | APG | SPG | BPG | PPG  |  |
| --------------------------------------------------------------------------------------- | -------- | -- | -- | ---- | ---- | ---- | ---- | --- | --- | --- | --- | ---- |  |
| 2015/16                                                                                 | Сиракьюз | 37 | 37 | 34,4 | 36,9 | 35,3 | 72,0 | 4,3 | 2,1 | 1,2 | 0,3 | 13,4 |  |
| Наведите курсор мыши на аббревиатуры в заголовке таблицы, чтобы прочесть их расшифровку |          |    |    |      |      |      |      |     |     |     |     |      |  |